# Урочище Зелений Гай (Гадяч)

Урочище Зелений Гай

Урочище Зелений Гай —  мальовниче урочище у Гадячі, де у дачному будинку в 1893—1906 рр. жила та творила видатна письменниця, поетеса, перекладачка Леся Українка.

## Загальний опис
Хутір «Зелений Гай» розташовувався над річкою Псел. Історія «Зеленого Гаю» така. Мати Лесі Українки Олена Пчілка одержала в спадщину від своєї матері Єлизавети садибу в м. Гадячі, де і мешкала вся родина Драгоманових. Разом з тим Олена Пчілка мріяла влаштувати життя ще ближче до природи. Вона купила дев'ять десятин землі з лісом — урочище Голубівщину — і побудувала 1898 року дім назвавши його «хутір Зелений Гай». Дім просторий, мав він два поверхи з одного боку (на схід), а з фронту, від заходу — один поверх. Кімнат було 11, вітальня, їдальня були дуже великі, інші — менші. Був також великий балкон із краєвидом на Псел. У кімнатах були груби, а у вітальні — камін.

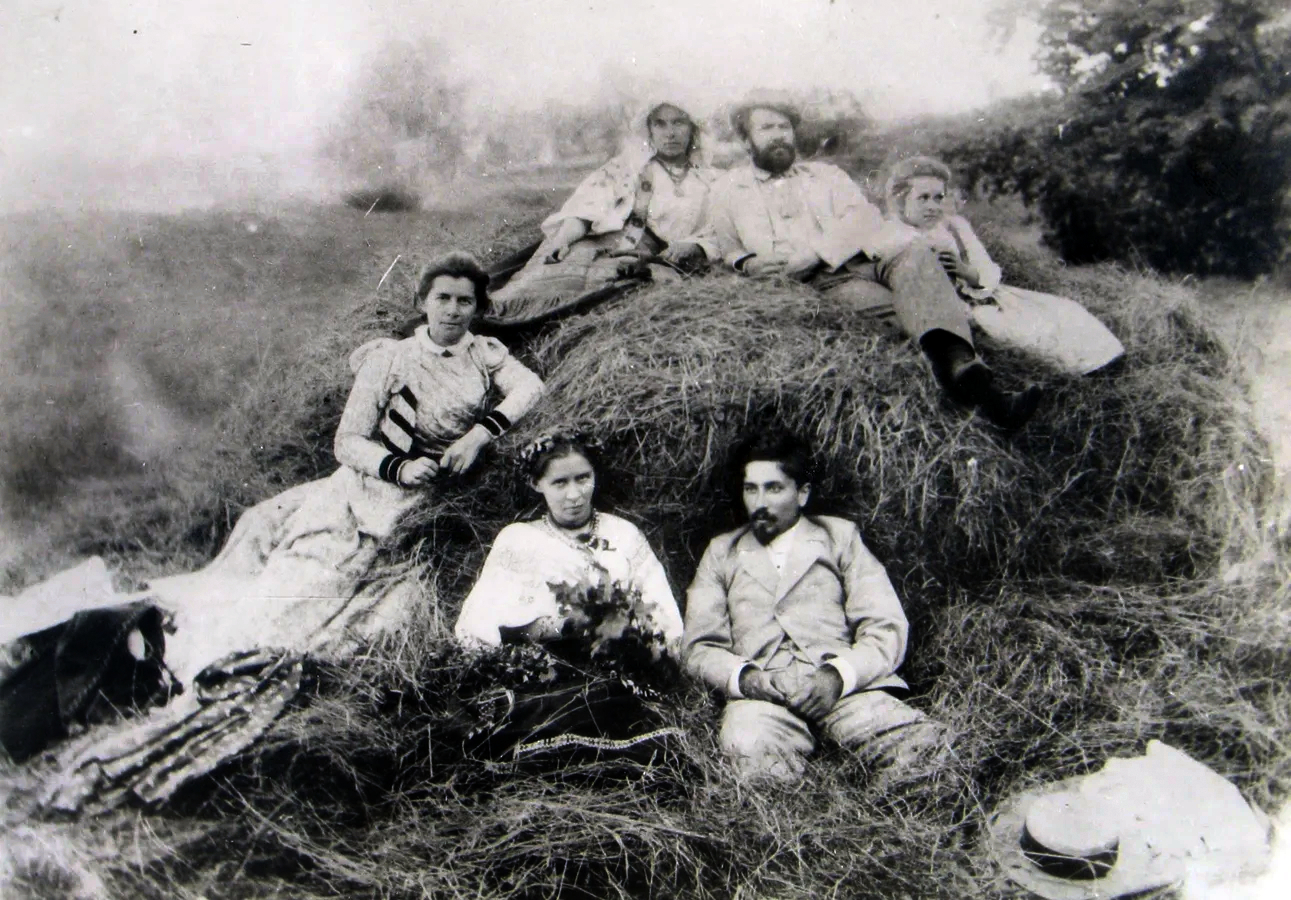
Верхній ряд — Ольга Косач, Олександр Драгоманов, Ізидора Косач; нижній ряд — Олена Пчілка, Леся Українка, Сергій Мержинський. Зелений Гай, фото 8 (20) липня 1898 р.

Тут гостювали відомі українські письменники, діячі культури, зокрема письменниця Ольга Кобилянська, Михайло Коцюбинський. Декілька разів у Зеленому Гаю відбувались літературні «конкурси», в них брали участь усі охочі, не конче письменники. Вибирали якесь слово (то була назва твору) і кожен міг писати твір будь-якого жанру, з якої хоче доби і т. ін., словом, давалася цілковита воля авторові, аби лиш зміст відповідав назві. На писання давалося кілька годин, а тоді всі твори (підписані незнаними псевдонімами) читали вголос. Звичайно читала Олена Пчілка, оцінку творів робили всі присутні при читанні. За найкращий твір була премія.
Леся Українка жила і писала свої геніальні твори в урочищі Зелений гай. Саме там на честь 170-річчя від дня народження М. П. Драгоманова відкрито пам'ятний знак, збудовано альтанку та амфітеатр. Щороку в Зеленому гаю проводиться обласне літературно-мистецьке свято «Дивоцвіт Лесиного гаю».
У буремні роки другого десятиліття ХХ ст. Зелений Гай відібрали більшовики: ліс порубали на дрова, а будинок продали під сукновальню.
Нині Урочище Зелений Гай — частина популярного туристичного маршруту по Гадячу. Це також улюблене місце відпочинку мешканців Гадяча і гостей міста, сюди, зокрема їдуть молодята з весілля покласти квіти до пам'ятних стел Лесі Українки, Михайла Драгоманова, Олени Пчілки.

## Галерея

План садиби Олени Пчілки. 2016 р.
Урочище Зелений Гай. 2016 р.
Леся Українка (4-а зліва) в Урочищі Зелений Гай. 1904 р. [2]
На вшанування Лесі Українки
На вшанування Михайла Драгоманова
На вшанування Олени Пчілки
Урочище Зелений Гай. Криниця. 2016 р.
Урочище Зелений Гай. Ракурс. 2016 р.